# 1999-es indianapolisi 500
A 83. alkalommal megrendezett Indianapolisi 500 mérföldes versenyt 1999. május 30-án rendezték meg.

## Futam
| Helyezés | Rajthely | Rajtszám | Versenyző                  | Qual    | Rank | C | E | T  | Körök száma | Élen | Kiesés oka    | Csapat                 |
| -------- | -------- | -------- | -------------------------- | ------- | ---- | - | - | -- | ----------- | ---- | ------------- | ---------------------- |
| 1        | 8        | 14       | Kenny Bräck                | 222.659 | 8    | D | O | G  | 200         | 66   | Running       | A.J. Foyt Enterprises  |
| 2        | 14       | 21       | Jeff Ward                  | 221.363 | 14   | D | O | G  | 200         | 3    | Running       | Pagan Racing           |
| 3        | 3        | 11       | Billy Boat                 | 223.469 | 3    | D | O | G  | 200         | 0    | Running       | A.J. Foyt Enterprises  |
| 4        | 4        | 32       | Robby Gordon               | 223.066 | 4    | G | O | F  | 200         | 28   | Running       | Team Menard            |
| 5        | 27       | 55       | Robby McGehee (R)          | 220.139 | 29   | D | O | F  | 199         | 0    | Running       | Conti Racing           |
| 6        | 32       | 84       | Robbie Buhl                | 220.115 | 30   | D | O | G  | 199         | 0    | Running       | A.J. Foyt Enterprises  |
| 7        | 22       | 91       | Buddy Lazier (W)           | 220.721 | 23   | D | O | G  | 198         | 0    | Running       | Hemelgarn Racing       |
| 8        | 17       | 81       | Robby Unser                | 221.304 | 17   | D | O | F  | 197         | 0    | Running       | Team Pelfrey           |
| 9        | 24       | 22       | Tony Stewart               | 220.653 | 25   | D | O | G  | 196         | 0    | Running       | Tri-Star Motorsports   |
| 10       | 10       | 54       | Hideshi Matsuda            | 222.064 | 10   | D | O | F  | 196         | 0    | Running       | Beck Motorsports       |
| 11       | 11       | 9        | Davey Hamilton             | 221.866 | 11   | D | O | G  | 196         | 0    | Running       | Galles Racing          |
| 12       | 33       | 3        | Raul Boesel                | 220.101 | 31   | R | O | G  | 195         | 0    | Running       | Brant Racing           |
| 13       | 12       | 42       | John Hollansworth, Jr. (R) | 221.698 | 12   | D | O | F  | 192         | 0    | Running       | TeamXtreme             |
| 14       | 15       | 20       | Tyce Carlson               | 221.322 | 15   | D | O | F  | 190         | 0    | Running       | Blueprint/Immke Racing |
| 15       | 21       | 96       | Jeret Schroeder (R)        | 220.747 | 22   | D | I | F  | 175         | 0    | Motorhiba     | Cobb Racing            |
| 16       | 5        | 28       | Mark Dismore               | 222.962 | 5    | D | O | G  | 168         | 0    | Baleset T2    | Kelley Racing          |
| 17       | 20       | 19       | Stan Wattles               | 220.833 | 21   | D | O | G  | 147         | 0    | Running       | Metro Racing           |
| 18       | 16       | 51       | Eddie Cheever (W)          | 221.315 | D    | I | G | 16 | 139         | 4    | Motorhiba     | Team Cheever           |
| 19       | 26       | 12       | Buzz Calkins               | 220.297 | 27   | G | O | F  | 133         | 0    | Running       | Bradley Motorsports    |
| 20       | 23       | 33       | Roberto Moreno             | 220.705 | 24   | G | O | G  | 122         | 0    | Transmission  | Truscelli Team Racing  |
| 21       | 2        | 2        | Greg Ray                   | 225.073 | 2    | D | O | F  | 120         | 32   | Accident Pits | Team Menard            |
| 22       | 1        | 5        | Arie Luyendyk (W)          | 225.179 | 1    | G | O | F  | 117         | 63   | Baleset T3    | Treadway Racing        |
| 23       | 29       | 52       | Wim Eyckmans (R)           | 220.092 | 33   | D | O | G  | 113         | 0    | Timing Chain  | Team Cheever           |
| 24       | 28       | 30       | Jimmy Kite                 | 220.097 | 32   | G | O | F  | 110         | 0    | Motorhiba     | McCormack Motorsports  |
| 25       | 25       | 50       | Roberto Guerrero           | 220.479 | 26   | G | I | F  | 105         | 0    | Motorhiba     | Cobb Racing            |
| 26       | 13       | 35       | Steve Knapp                | 221.502 | 13   | G | O | G  | 104         | 0    | Handling      | ISM Racing             |
| 27       | 9        | 4        | Scott Goodyear             | 222.387 | 9    | G | O | G  | 101         | 0    | Motorhiba     | Panther Racing         |
| 28       | 6        | 8        | Scott Sharp                | 222.771 | 6    | D | O | G  | 83          | 0    | Transmission  | Kelley Racing          |
| 29       | 19       | 98       | Donnie Beechler            | 221.228 | 19   | D | O | F  | 74          | 0    | Motorhiba     | Cahill Racing          |
| 30       | 7        | 99       | Sam Schmidt                | 222.734 | 7    | G | O | F  | 62          | 4    | Baleset T1    | Treadway Racing        |
| 31       | 31       | 17       | Dr. Jack Miller            | 220.277 | 28   | D | O | G  | 29          | 0    | Kuplung       | Tri-Star Motorsports   |
| 32       | 30       | 92       | Johnny Unser               | 221.197 | 20   | D | O | G  | 10          | 0    | Fékek         | Hemelgarn Racing       |
| 33       | 18       | 6        | Eliseo Salazar             | 221.265 | 18   | G | O | F  | 7           | 0    | Baleset T2    | Nienhouse Motorsports  |